# Fliegerschützenabzeichen

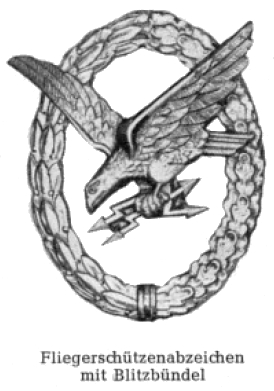
Darstellung des Fliegerschützenabzeichens mit Blitzbündel in der 57er Version

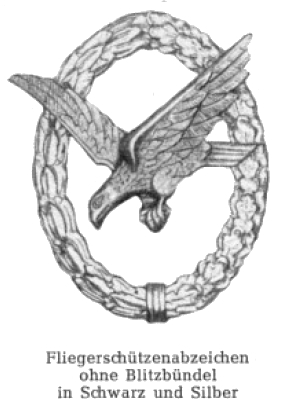
Darstellung des Fliegerschützenabzeichens ohne Blitzbündel in der 57er Version

Das Fliegerschützenabzeichen wurde am 26. März 1936 durch den Reichsminister der Luftfahrt und Oberbefehlshaber der Luftwaffe Hermann Göring gestiftet und konnte an Angehörige der Luftwaffe, in der Regel Bordfunker, Bordmechaniker und Bordschützen, verliehen werden. Voraussetzung war der Erwerb eines gültigen Luftwaffenscheins mit Bordschützenausbildung.
War diese Voraussetzung nicht erfüllt, konnte die Auszeichnung auch ohne Blitzbündel und mit geschwärztem Kranz verliehen werden, wenn sich der genannte Personenkreis auf mindestens zehn Feind- bzw. Frontflügen bewährt hatte. Bei Verwundung war auch eine frühere Verleihung möglich.

## Aussehen
Das hochovale Abzeichen ist aus einem dichten Kranz aus Lorbeer- (rechts) und Eichenblättern (links) gebildet und besteht aus versilberten Feinzink oder Buntmetall. Auf dem Kranz liegt ein nach rechts unten stürzender Adler mit Blitzbündel in den Klauen auf. Im unteren Schnittpunkt des Kranzes ist das Hakenkreuz zu sehen.

## Trageweise
Getragen wurde die Auszeichnung als Steckabzeichen auf der linken Brustseite.

## Sonstiges
Laut dem Gesetz über Titel, Orden und Ehrenzeichen vom 26. Juli 1957 ist das Tragen von Auszeichnungen aus der Zeit des Nationalsozialismus in der Bundesrepublik Deutschland nur ohne nationalsozialistische Embleme gestattet.